# 03式地對空飛彈
03式地對空飛彈是日本自衛隊地對空飛彈，射程約50公里。2003年開始服役用以逐步汰換鷹式飛彈，部署於高射教導隊、第2、第8、第6高射特科群三部隊，該飛彈剛好與日本既有的短程81式地對空飛彈和長程愛國者飛彈搭配成短中遠三段式防空網，整組飛彈搭載於73式大型卡車上，配合雷達車與通信指揮車（高機動車）形成機動作戰小組。

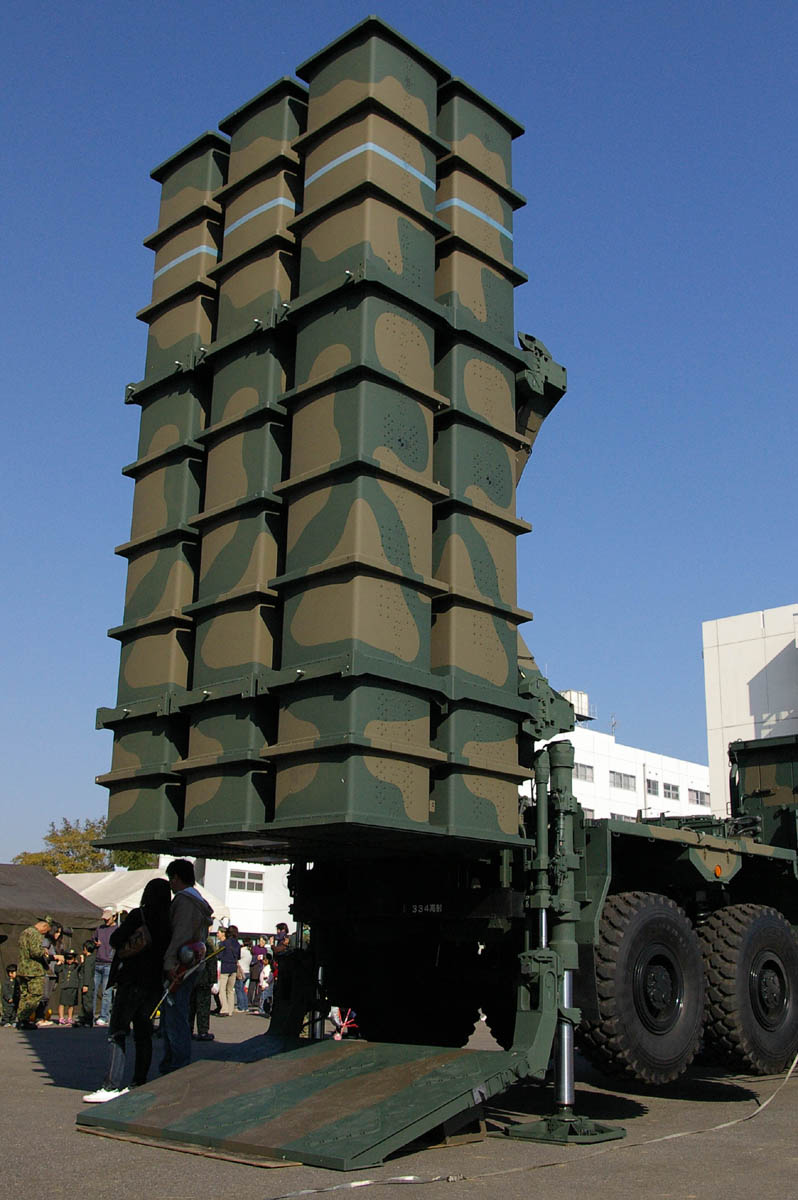
隸屬334高射中隊的03式防空飛彈，在松戶駐屯地，2007年11月18日。
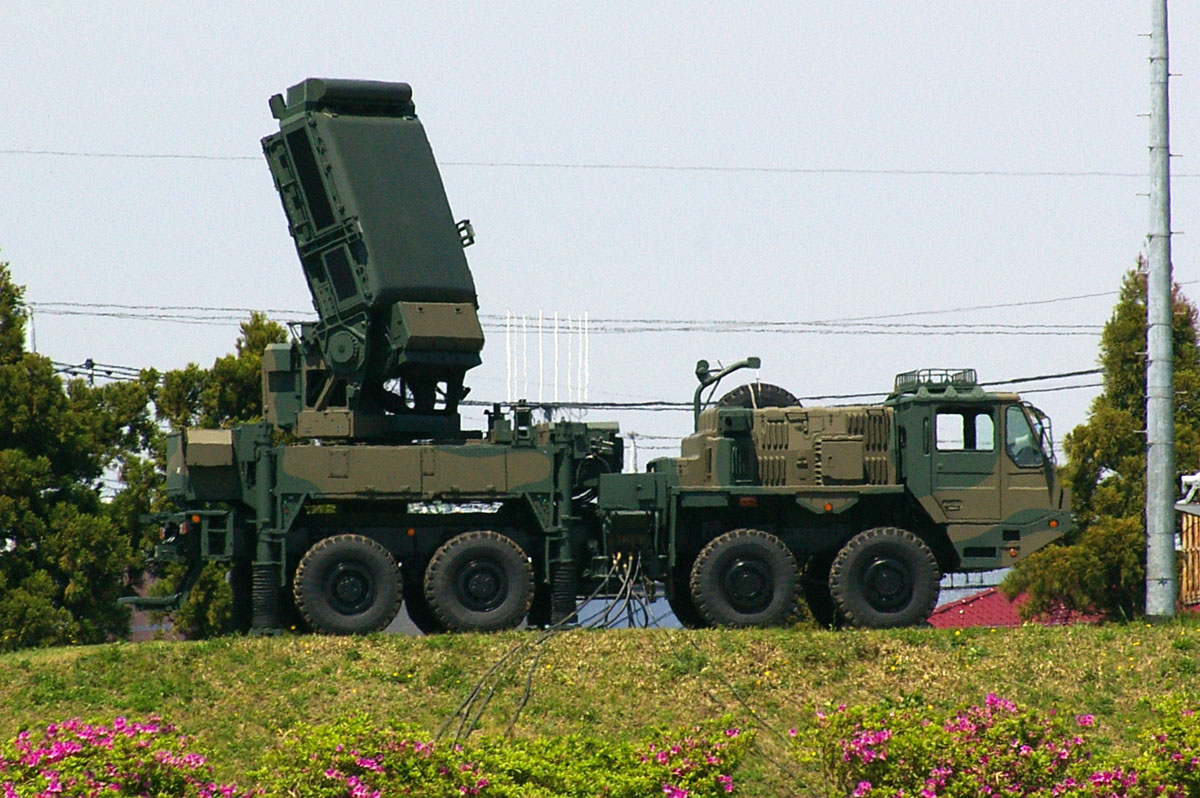
陸上自衛隊03式防空飛彈雷達車，在下志津駐屯地，隸屬高射教導隊，2007年4月29日。
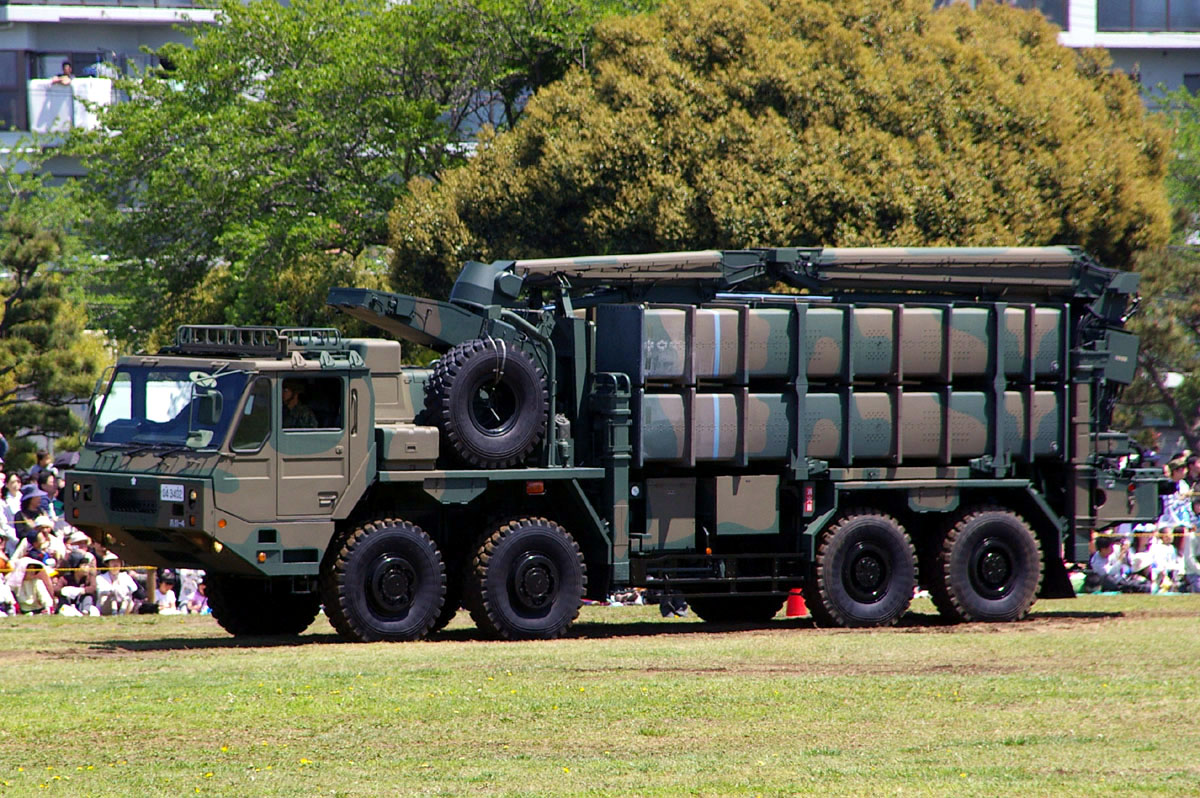
陸上自衛隊03式防空飛彈運輸車，在下志津駐屯地，隸屬高射教導隊，2007年4月29日。
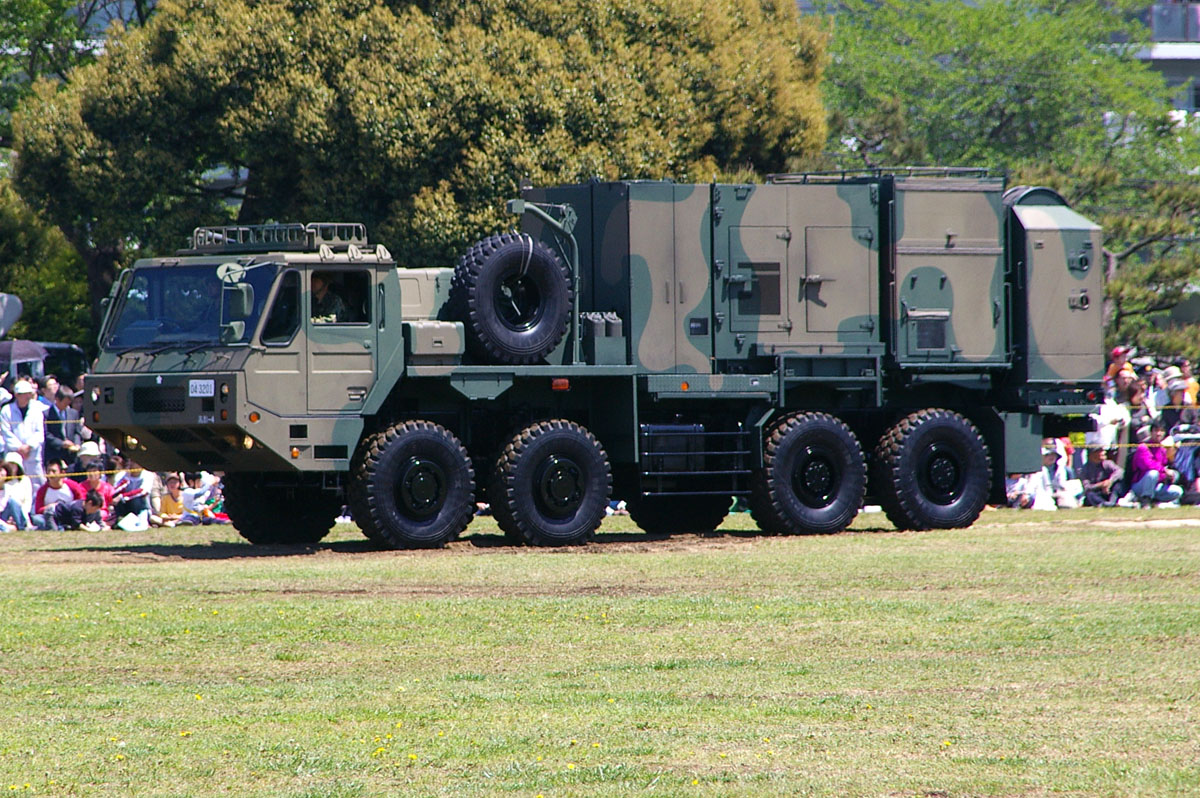
陸上自衛隊03式防空飛彈雷達信號處理車，在下志津駐屯地，隸屬高射教導隊，2007年4月29日。